# Stein Karlsen
Stein Karlsen (Flisa, 1º settembre 1948) è un ex calciatore norvegese, di ruolo attaccante.

## Carriera

### Club
Karlsen giocò per lo HamKam dal 1970 al 1976, diventando capocannoniere della squadra dal 1971 al 1974. Fu capocannoniere assoluto del campionato 1973, con 17 reti.

### Nazionale
Giocò un incontro per la Norvegia. Il match in questione fu datato 31 ottobre 1973, quando subentrò a Svein Kvia nella sconfitta per 2-0 contro il Belgio.